# Ramas Nosadse
Ramas Nosadse (georgisch რამაზ ნოზაძე; * 16. Oktober 1983 in Tiflis) ist ein georgischer Ringer. Er war Weltmeister 2007 und Europameister 2003 und 2007 sowie Gewinner einer Silbermedaille bei den Olympischen Spielen 2004 in Athen im griechisch-römischen Stil im Halbschwergewicht.

## Werdegang
Ramas Nosadse, dessen Geburtsdatum in der Website des georgischen Olympischen Komitees mit 17. September 1983 angegeben wird, wuchs in Tiflis auf und begann dort als Jugendlicher 1994 mit dem Ringen. Der Sportstudent, der eigentlich Ringerprofi ist, gehört dem SK Tiflis an und wird von Otar Tateschwili trainiert. Er ringt ausschließlich im griechisch-römischen Stil.
Seinen ersten Einsatz bei einer internationalen Meisterschaft absolvierte er 1999 bei der Junioren-Weltmeisterschaft in Nykøbing Falster im Mittelgewicht. Er belegte dort den 3. Platz hinter Adem Tacsi aus der Türkei und Chassan Barojew aus Russland, der 2004 Olympiasieger im Schwergewicht werden sollte.
Im Jahre 2001 wurde er als Achtzehnjähriger erstmals bei einer Senioren-Europameisterschaft eingesetzt. Er rang im Halbschwergewicht und musste dabei seiner Jugend und mangelnden internationalen Erfahrung noch Tribut zollen, denn er verlor seine beiden Kämpfe und landete auf dem 17. Platz. Im Jahre 2002 startete er bei der Europameisterschaft im finnischen Seinäjoki sogar im Schwergewicht und verpasste mit dem 5. Platz knapp eine Medaille. Dafür gewann er im gleichen Jahr den Titel im Halbschwergewicht bei der Junioren-Europameisterschaft in Subotica vor dem Polen Artur Nikolajczyk, Oleksandr Tschernezkyj aus der Ukraine und Andreas Fix aus Deutschland.
Ein sehr erfolgreiches Jahr wurde für den jungen Ramas Nosadse das Jahr 2003. Zunächst wurde er in Belgrad Europameister im Halbschwergewicht und besiegte dabei u. a. den Olympiasieger und mehrfachen Weltmeister Gogi Koguaschwili aus Russland. Im Endkampf wurde er Punktsieger über Mirko Englich aus Deutschland. Einige Wochen später wurde er in Istanbul Junioren-Weltmeister in Istanbul und wieder einige Wochen später belegte er bei der Weltmeisterschaft der Senioren in Créteil/Frankreich einen hervorragenden dritten Platz. Er scheiterte dabei im Halbfinale an Karam Ibrahim aus Ägypten. Im Kampf um den dritten Platz besiegte er aber mit Dawid Saldadse aus der Ukraine einen Klassemann.
Im Jahre 2004 startete Ramas Nosadse nur bei den Olympischen Spielen in Athen. Im Halbschwergewicht besiegte er dort Mirko Englich, Dawid Saldadse, Gogi Koguaschwili und Masoud Haschenzadeh aus dem Iran. Im Endkampf unterlag er aber gegen Karam Ibrahim und gewann die Silbermedaille.
Nachdem er 2005/2006 verletzungsbedingt lange Zeit ausgefallen war, konnte er, kaum genesen, an der Weltmeisterschaft 2006 in Guangzhou/China wieder starten. Er besiegte dort auch so starke Gegner wie Aslanbek Chuschtow aus Russland, Michail Nikolajew, Ex-Weltmeister Jimmy Lidberg aus Schweden und Marek Švec aus Tschechien. Im Viertelfinale unterlag er aber Hamza Yerlikaya aus der Türkei, einem der besten und erfolgreichsten Ringer der Welt, den es je gab, nach Punkten.
Das Jahr 2007 wurde dann zum erfolgreichsten Jahr in der Laufbahn von Ramas Nosadse. Er gewann zunächst bei der Europameisterschaft in Sofia den Titel im Halbschwergewicht, wobei er u. a. mit Heiki Nabi aus Estland den amtierenden Weltmeister von 2006 und mit Jimmy Lidberg den Weltmeister von 2003 besiegte. Er triumphierte dann auch bei der Weltmeisterschaft in Baku, wo er im Endkampf gegen den Außenseiter Mindaugas Ežerskis aus Litauen sicher gewann.
Aufgrund dieser Erfolge wurde Ramaz Nosadse im Dezember 2007 in Georgien zum Sportler des Jahres  gewählt.
Im Jahre 2008 unterlag Ramas Nosadse bei der Europameisterschaft in Tampere im Halbfinale gegen Aslanbek Chuschtow, gewann aber danach mit einem Sieg über Kalojan Dintschew aus Bulgarien eine Bronzemedaille.
Für die Teilnahme an den Olympischen Spielen 2008 in Peking qualifizierte er sich durch seine Platzierung bei der Weltmeisterschaft 2007 in Baku.

## Internationale Erfolge
(OS = Olympische Spiele, WM = Weltmeisterschaft, EM = Europameisterschaft, Mi = Mittelgewicht, Hs = Halbschwergewicht, S = Schwergewicht, bis 84 kg, 96 kg und bis 120 kg Körpergewicht, GR = griechisch-römischer Stil)
- 1999, 3. Platz, Junioren-WM in Nykøbing Falster, GR, Mi, hinter Adem Tacsi, Türkei und Chassan Barojew, Russland;
- 2001, 17. Platz, EM in Istanbul, GR, Hs, Sieger: Alexander Besrutschkin, Russland vor Ali Mollow, Bulgarien;
- 2002, 5. Platz, EM in Seinäjoki/Finnland, GR, S, hinter Juri Patrikejew, Russland, Mihály Deák Bárdos, Ungarn, Juha Ahokas, Finnland u. Juri Ewseitschik, Israel;
- 2002, 1. Platz, Junioren-EM in Subotica, GR, Hs, vor Artur Nikolajczyk, Polen, Oleksandr Tschernezkyj, Ukraine und Andreas Fix, Deutschland;
- 2002, 23. Platz, WM in Moskau, GR, Hs, Sieger: Mehmet Özal, Türkei vor Karam Ibrahim, Ägypten;
- 2003, 1. Platz, EM in Belgrad, GR, Hs, mit Siegen über Ali Mollow, Henri Papiaschwili, Israel, Gogi Koguaschwili, Russland, Andrej Batura, Belarus und Mirko Englich, Deutschland;
- 2003, 1. Platz, Junioren-WM in Istanbul, GR, Hs, mit Siegen über Koji Yushida, Japan, Karol Maurer, Estland, Tachimdschan Arsembekow, Kasachstan, Michail Nikolajew, Ukraine und Anatoli Makejew, Russland;
- 2003, 3. Platz, WM in Créteil/Frankreich, GR, Hs, mit Siegen über Han Tae-Young, Südkorea, Waldo Moreno, Spanien, Petru Sudureac, Rumänien, Alexei Tscheglakow, Usbekistan, einer Niederlage gegen Karam Ibrahim und einem Sieg über Dawid Saldadse, Ukraine;
- 2004, Silbermedaille, OS in Athen, GR, Hs, mit Siegen über Mirko Englich, Dawid Saldadse, Gogi Koguaschwili u. Masoud Haschenzadeh, Iran u. einer Niederlage gegen Karam Ibrahim;
- 2005, 3. Platz, "Pytlasinski"-Turnier in Ratibor, GE, Hs, hinter Lajos Virág, Ungarn u. Aslanbek Chuschtow, Russland, gemeinsam mit Giorgios Kostoumpas, Griechenland;
- 2006, 5. Platz, WM in Guangzhou/China, GR, Hs, mit Siegen über Aslanbek Chuschtow, Michail Nikolajew, Jimmy Lidberg, Schweden u. Marek Švec, Tschechien u. einer Niederlage gegen Hamza Yerlikaya, Türkei;
- 2007, 1. Platz, EM in Sofia, GR, Hs, mit Siegen über Fritz Aanes, Norwegen, Marcin Olejniczak, Polen, Heiki Nabi, Estland, Wassili Teplouchow, Russland u. Jimmy Lidberg;
- 2007, 1. Platz, WM in Baku, GR, Hs, mit Siegen über Marek Švec, Justin Ruiz, USA, Jimmy Lidberg, Daigoro Timoncini, Italien u. Mindaugas Ežerskis, Litauen;
- 2008, 3. Platz, EM in Tampere, GR, Hs, mit Siegen über Igor Kostnis, Lettland u.Armen Geghamjan, Armenien, einer Niederlage gegen Aslanbek Chuschtow u. einem Sieg über Kalojan Dintschew, Bulgarien

## Länderkämpfe
- 2003 in Almaty, Georgien gegen Kasachstan (World Cup), GR, Hs, Punktsieger über Margulan Arsembekow,
- 2003 in Almaty, Georgien gegen Türkei (World Cup), GR, Hs, Punktsieger über Mustafa Cetinyurek,
- 2003 in Almaty, Georgien gegen Russland (World Cup), GR, Hs, Punktsieger über Gogi Koguaschwili,
- 2003 in Almaty, Georgien gegen USA (World Cup), GR, Hs, Punktsieger über Justin Ruiz